# PRIDE.32
PRIDE.32 "THE REAL DEAL"（プライド・サーティーツー "ザ・リアルディール"）は、日本の総合格闘技イベント「PRIDE」の大会の一つ。2006年（平成18年）10月21日、アメリカ合衆国ネバダ州ラスベガスのトーマス&マック・センターで開催された。

## 大会概要
PRIDE初の海外開催となった本大会ではロビー・ローラー、トラビス・ガルブレイス、ショーン・オヘアがPRIDEに初参戦。
セミファイナルではPRIDE GRANDPRIX 2005王者マウリシオ・ショーグンがケビン・ランデルマンと対戦し、膝十字固めで一本勝ち。メインイベントではPRIDEヘビー級王者エメリヤーエンコ・ヒョードルがマーク・コールマンとノンタイトル戦で対戦し、腕ひしぎ十字固めで一本勝ちを収めた。
会場にはWWEのシェイン・マクマホンが来場した。
試合後の薬物検査でビクトー・ベウフォートとパウエル・ナツラの2人が陽性となった。

## ルールの変更
本大会は日本での開催とは異なりネバダ州アスレチック・コミッションの管理下で行われたため、従来のPRIDEルールではなく、同コミッションの認可した統一総合格闘技ルールが適用された。そのため、試合時間は5分3ラウンドとなり、また選手の体重差にかかわらず、グラウンド状態の相手の頭部への蹴りによる攻撃（サッカーボールキック、踏みつけ、がぶりからの膝等）は全て禁止となった。なお、頭部への肘打ちは従来のPRIDEルール通り禁止とされた。当該ルールはPRIDE.33においても同様に適用された。

## 試合結果
第1試合 ウェルター級ワンマッチ 5分3R
○  ロビー・ローラー vs.  ジョーイ・ヴィラセニョール ×
1R 0:22 TKO（レフェリーストップ：左跳び膝蹴り）
第2試合 ミドル級ワンマッチ 5分3R
○  中村和裕 vs.  トラビス・ガルブレイス ×
2R 1:16 TKO（レフェリーストップ：ボディへの膝蹴り→パウンド）
第3試合 88kg契約ワンマッチ 5分3R
○  フィル・バローニ vs.  西島洋介 ×
1R 3:20 TKO（レフェリーストップ：チキンウィングアームロック）
第4試合 ミドル級ワンマッチ 5分3R
○  ダン・ヘンダーソン vs.  ビクトー・ベウフォート ×
3R終了 判定3-0（30-27、30-27、30-26）
第5試合 ヘビー級ワンマッチ 5分3R
○  バタービーン vs.  ショーン・オヘア ×
1R 0:29 TKO（レフェリーストップ：スタンドパンチ連打）
第6試合 ヘビー級ワンマッチ 5分3R
○  ジョシュ・バーネット vs.  パウエル・ナツラ ×
2R 3:04 アンクルホールド
第7試合 ミドル級ワンマッチ 5分3R
○  マウリシオ・ショーグン vs.  ケビン・ランデルマン ×
1R 2:35 膝十字固め
第8試合 ヘビー級ワンマッチ 5分3R
○  エメリヤーエンコ・ヒョードル vs.  マーク・コールマン ×
2R 1:15 腕ひしぎ十字固め